# Suncus
Suncus é um gênero mamífero da família Soricidae.

## Espécies
- Suncus aequatorius Heller, 1912
- Suncus ater Medway, 1965
- Suncus dayi (Dobson, 1888)
- Suncus etruscus (Savi, 1822) - musaranho-pigmeu
- Suncus fellowesgordoni Phillips, 1932
- Suncus hosei (Thomas, 1893)
- Suncus infinitesimus (Heller, 1912)
- Suncus lixus (Thomas, 1898)
- Suncus madagascariensis (Coquerel, 1848)
- Suncus malayanus (Kloss, 1917)
- Suncus megalura (Jentink, 1888) - musaranho-trepador
- Suncus mertensi Kock, 1974
- Suncus montanus (Kelaart, 1850)
- Suncus murinus (Linnaeus, 1766)
- Suncus remyi Brosset, DuBost e Heim de Balsac, 1965
- Suncus stoliczkanus (Anderson, 1877)
- Suncus varilla (Thomas, 1895) - musaranho-anão
- Suncus zeylanicus Phillips, 1928